# 에마 프로스트

에마 그레이스 프로스트(영어: Emma Grace Frost)는 마블 코믹스의 캐릭터로, 엑스맨의 일원이다. 1980년 1월 《언캐니 엑스맨》 129호에 처음 등장했고, 크리스 클레어몬트와 존 번이 공동 창작하였다. 처음에는 헬파이어 클럽 소속의 슈퍼빌런이었으며, 이때는 화이트 퀸(White Queen)으로 불렸다.

## 담당 배우

### 영화
- 제너레이션 엑스(1996) - 피놀라 휴스
- 엑스맨 탄생: 울버린(2009) - 타냐 토지
- 엑스맨: 퍼스트 클래스(2011) - 재뉴어리 존스

## 담당 성우

### TV 애니메이션
- 엑스맨: 프라이드 오브 엑스맨(1989) - 수전 사일로
- 엑스맨(1992) - 트레이시 무어
- 울버린과 엑스맨(2009) - 카리 월그렌
- 엑스맨(2011) - 야마가타 카오리/앨리 힐리스

### 비디오 게임
- 엑스맨 레전드(2004) - 보비 홀리데이
  - 엑스맨 레전드 2: 아포칼립스의 부활(2005) - 보비 홀리데이
- 마블 슈퍼 히어로 스쿼드 온라인(2011) - 그레이 딜라일
- 엑스맨: 데스티니(2011) - 카리 월그렌
- 마블 히어로즈(2013) - 카리 월그렌
- 레고 마블 슈퍼히어로즈(2013) - 카리 월그렌